# Holger Zorn
Holger Zorn (* 24. Februar 1967) ist ein deutscher Lebensmittelchemiker und Hochschullehrer an der Universität Gießen.

## Leben
Zorn ist verheiratet mit Manuela Fischer-Zorn; mit ihr hat er zwei Kinder.

## Werdegang
Nach seinem Abitur im Jahr 1986 studierte Zorn von 1988 bis 1993 Lebensmittelchemie an der Universität Karlsruhe und legte im selben Jahr die Hauptprüfung (Teil A) für Lebensmittelchemiker ab. Von 1993 bis 1997 war er als wissenschaftlicher Mitarbeiter an den Instituten für Lebensmittelchemie der Universitäten Karlsruhe, Stuttgart und Hohenheim bei W. Schwack tätig und verfasste seine Dissertation zum Thema Verhalten und Reaktivität des Fungicids Chlorothalonil auf Fruchtoberflächen unter besonderer Beachtung der photochemischen Bildung gebundener Rückstände. Nach der Habilitation arbeitete Zorn zunächst als wissenschaftlicher Assistent am Institut für Lebensmittelchemie der Leibniz Universität Hannover und anschließend ebenda als Privatdozent. Seit 2008 ist er geschäftsführender Direktor des Instituts für Lebensmittelchemie und Lebensmittelbiotechnologie der Justus-Liebig-Universität Gießen.

## Publikationen
- H. Zorn: Verhalten und Reaktivität des Fungicids Chlorothalonil auf Fruchtoberflächen unter besonderer Beachtung der photochemischen Bildung gebundener Rückstände. (= Berichte aus der Chemie). Shaker Verlag, Herzogenrath 1997.
- mit R. G. Berger: Flavors and fragrances from plants. K–M. Oksman-Caldentey, W. H. Barz (Hrsg.): Plant Biotechnology and Transgenic Plants. Marcel Dekker, New York 2002, S. 323–346.
- mit R. G. Berger und U. Krings: Biotechnological flavour generation. In: A. Taylor (Hrsg.): Food Flavour Technology. Sheffield Academic Press, Sheffield 2002, S. 60–104.
- mit R. G. Berger: Flavors and Fragrances. In: J. Tkacz, L. Lange (Hrsg.): Advances in fungal biotechnology for industry, agriculture, and medicin. Kluwer Academic / Plenum Publishers, New York 2004, S. 341–358.
- mit M. Fischer-Zorn: Lebensmittelhygiene und -toxikologie. In: H. Jenik, M. Kraft, M. Miko, R-J. Schulz (Hrsg.): Leitfaden Ernährungsmedizin. Urban & Fischer, München 2006, S. 147–181.
- mit R. G. Berger und U. Krings: Biotechnology Solutions to Flavour Production. In: T. Hofmann, M. Rothe, P. Schieberle (Hrsg.): State-of-the-Art in Flavour Chemistry and Biology. Deutsche Forschungsanstalt für Lebensmittelchemie, Garching 2005, S. 223–233.
- mit U. Krings und R. G. Berger: Innovative mass spectrometric tools for the structural elucidation of flavour compounds. In: W. L. P. Bredie, M. A. Petersen (Hrsg.): Flavour Science - recent advances and trends. Elsevier, Amsterdam 2006, S. 573–576.
- mit T. Becker, D. Breithaupt, H. W. Doelle, A. Fiechter, M. Griensven, C. Kasper, S. Luetz, R. Poertner, H-G. Schlegel, D. Sell, S. Shimizu, F. Stahl, K. Suck, R. Ulber, J. Wegener, K. Wuerges und H. Yamada: Biotechnology. In: Ullmann's Biotechnology and Biochemical Engineering. Volume 1, Wiley-VCH, Weinheim 2007, S. 3–155.
- mit R. G. Berger: Biotechnology of flavours – recent progress. In: A. Koutinas, A. Pandey, C. Larroche (Hrsg.): Current topics on bioprocesses in food industry. Vol II, Asiatech Publishers, New Delhi 2008, S. 30–42.
- mit D. E. Taupp, B. Hülsdau, M. Scheibner, M. A. Fraatz und R. G. Berger: “Bioflavours” – an excursion from the garlic mushroom to raspberry aroma. In: T. Hofmann, W. Meyerhof, P. Schieberle (Hrsg.): Recent highlights in flavor chemistry and biology. Deutsche Forschungsanstalt für Lebensmittelchemie, München 2008, S. 203–209.
- mit P. Fleischmann: Enzymic pathways for formation of carotenoid cleavage products. In: G. Britton, S. Liaaen-Jensen, H. Pfander (Hrsg.): Carotenoids. Vol. 4: Natural Functions. Birkhäuser, Basel 2008, S. 341–366.
- mit K. Zelena, B. Hardebusch, B. Hülsdau und R. G. Berger: Generation of norisoprenoid flavours from carotenoids by fungal peroxidases. In: I. Blank, M. Wüst, C. Yeretzian (Hrsg.): Expression of Multidisciplinary Flavour Science, Proc. 12th Weurman Flavour Symposium. ZHAW. Zürich 2010, S. 336–339.
- mit R. G. Berger und U. Krings: Biotechnological flavour generation. In: A. Taylor, R. S. T. Linforth (Hrsg.): Food Flavour Technology. 2. Auflage. Wiley-Blackwell, Chichester, UK 2010, S. 89–126.
- mit M. A. Fraatz: Fungal flavors. In: K. Esser, M. Hofrichter (Hrsg.): The Mycota X: Industrial applications. Springer, Heidelberg 2010, S. 249–268.
- mit K. Schmidt, M. A. Fraatz, S. J. L. Riemer, K. Zelena, D. Linke und R. G. Berger: A novel oxygenase from the basidiomycete Pleurotus sapidus oxidizes valencene to nootkatone. In: T. Hofmann, W. Meyerhof, P. Schieberle (Hrsg.): Advances and challenges in flavor chemistry & biology. Deutsche Forschungsanstalt für Lebensmittelchemie, München 2011, S. 235–241.

## Patente
- H. Zorn, S. Langhoff, R. G. Berger (2004) Use of carotene-degrading oxidoreductase of Lepista irina in dishwashing or laundry detergents for treatment of stains. Eur Pat Appl EP 1398381
- H. Zorn, M. Takenberg, R. G. Berger (2004) Characterization of carotene-specific lipase from Pleurotus sapidus and its use for preparation of carotenoids, in detergents and stain removers. Eur Pat Appl EP 1398373
- H. Zorn, M. Scheibner, B. Hülsdau, R. G. Berger, L. de Boer, R. B. Meima (2006) Novel enzymes for use in enzymatic bleaching of food products. Eur Pat Appl EP 64132 20060712
- H. Zorn, R. Szweda, J. Wilms, M. Kumar (2008) Method for modifying non-starch carbohydrate material. Eur Pat Appl 26485/EP/P0
- D. Linke, U. Krings, H. Zorn, S. Rabe, H. Ulmer (2008) Production of gluten-specific peptidases from basidiomycetes and their use in hydrolysis of proteins for food industry applications. WO 2008131938
- M. A. Fraatz, S. J. L. Kopp, M. Takenberg, U. Krings, S. Marx, R. G. Berger, H. Zorn (2008) Enzymatic synthesis of the grapefruit flavour nootkatone. EP 08.1711483
- H. Quitmann, P. Czermak, H. Zorn, M. A. Fraatz, A. Bosse, K. Stemme (2011) Verfahren zur Herstellung eines Getränks oder einer Getränkebase. DE 10 2011 053 469.5.